# قهرمان لابی
قهرمان لابی (به انگلیسی: Lobby Hero) نمایشنامه‌ای از کنت لونرگان است که در سال ۲۰۰۱ در آف برادوی به نمایش درآمد.